# オーネット・オン・テナー
『オーネット・オン・テナー』（Ornette on Tenor）は、アメリカ合衆国のフリー・ジャズ・ミュージシャン、オーネット・コールマンが1961年に録音・1962年に発表したスタジオ・アルバム。

## 解説
アトランティック・レコード所属時としては、未発表音源集を除けば最後のアルバムに当たる。コールマンは以前のアルバムではアルト・サクソフォーンを演奏していたが、本作ではテナーに専念した。ただし、コールマンは14歳でアルトを始めた後、リーダー・デビュー前にはテナーを吹いていた時期もあったが、暴漢に襲われて愛用のテナーを壊されてからは、グラフトン社のアルトに持ち替えた。
本作でベースを弾いたジミー・ギャリソンは、1968年にもコールマンの『ニューヨーク・イズ・ナウ』、『ラヴ・コール』といったアルバムのためのセッションに参加している。本作のためのセッションで録音された曲のうち、3月27日のセッションで録音された「ハーレムズ・マンハッタン」はアウトテイクとなり、後に未発表音源集『即興詩人の芸術』(SD 1572)で発表された。
スティーヴ・ヒューイはオールミュージックにおいて5点満点中3.5点を付け「アトランティック時代としては最も精彩を欠いており、以前の多くの作品と比べて革命的でも印象的でもないが、なおも先進的である」と評している。

## 収録曲
全曲ともオーネット・コールマン作曲。
1. クロス・ブリーディング - "Cross Breeding" - 11:20
2. マパ - "Mapa" - 9:08
3. アンファン - "Enfant" - 6:28
4. イオス - "Eos" - 6:37
5. イカーズ - "Ecars" - 7;37

## 参加ミュージシャン
- オーネット・コールマン - テナー・サクソフォーン
- ドン・チェリー - ポケット・トランペット（英語版）
- ジミー・ギャリソン - ダブル・ベース
- エド・ブラックウェル（英語版） - ドラムス